# Günther Hansen (Theaterwissenschaftler)

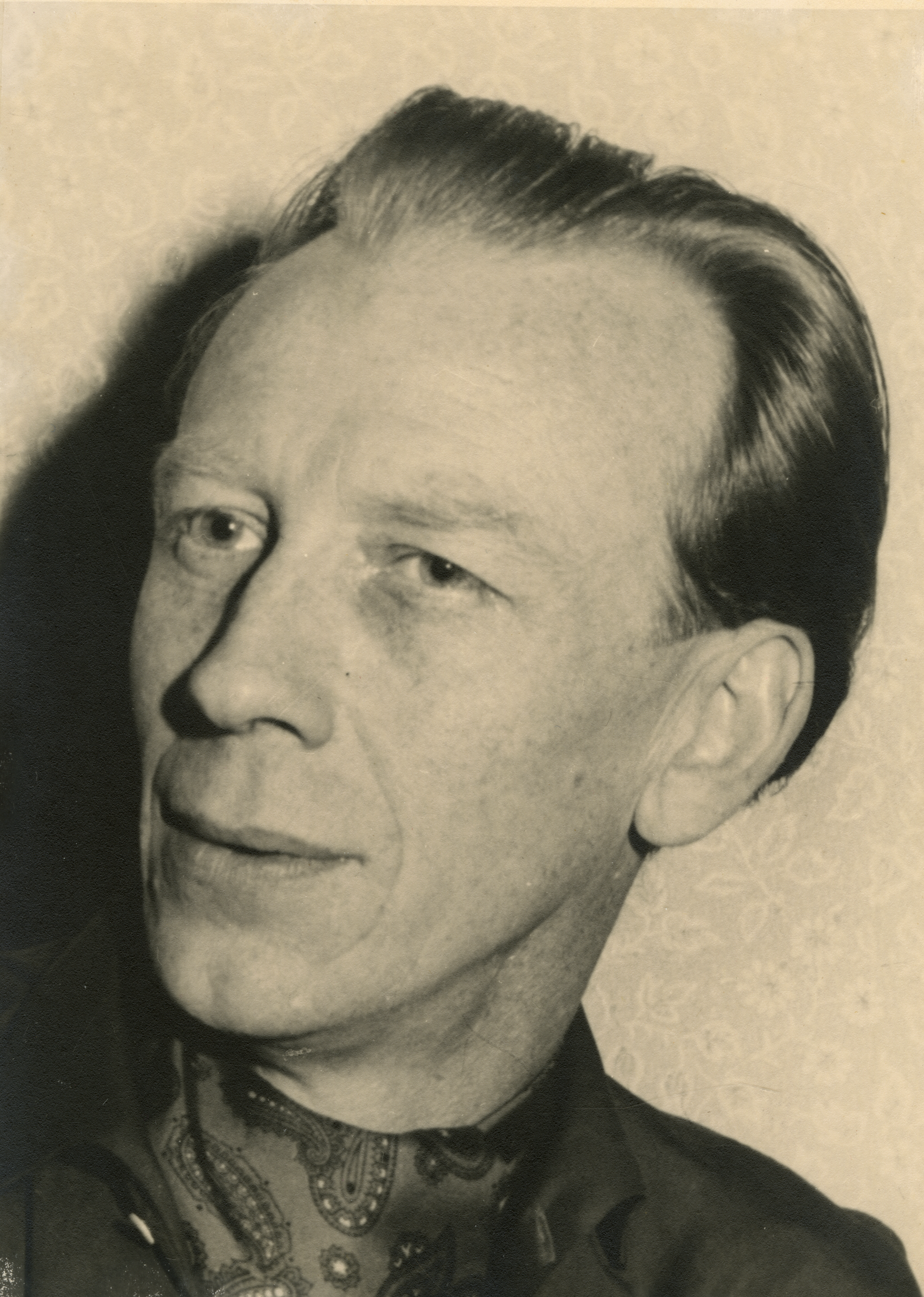
Günther Hansen

Günther Hansen (* 17. Mai 1919; † 22. Juli 1968) war ein deutscher Theaterwissenschaftler.

## Leben
Hansen studierte an der Universität zu Köln Theaterwissenschaft, unter anderem bei Carl Niessen. Hansen wurde 1961 mit einer Dissertation zum dänischen Nationaltheater in Odense promoviert, seine erst posthum 1984 publizierte Habilitationsschrift setzt sich mit der Commedia dell’arte in Deutschland auseinander. Hansen lehrte an der Universität zu Köln und arbeitete dort intensiv in der theaterwissenschaftlichen Sammlung.
Seine Arbeiten zeichneten sich durch die intensive Auseinandersetzung mit visuellen Quellen aus. Hansen wurde 1968 auf das Ordinariat für Theaterwissenschaft an der Universität Kopenhagen berufen, verstarb jedoch, bevor er seine neue Aufgabe antreten konnte.

## Werke
- Die Entwicklung des National-Theaters in Odense aus einer deutschen Entreprise. Ein Beitr. zur dt.-dän. Theatergeschichte. Köln 1961.
- Die Entwicklung des National-Theaters in Odense aus einer deutschen Entreprise. Ein Beitr. zur dt.-dän. Theatergeschichte. Emsdetten (Westf.), Lechte 1963.
- Das National-Theater in Odense. Ein Beitr. zur dt.-dän. Theatergeschichte. Emsdetten (Westf.), Lechte 1963.
- Omnia si perdas famam servare memento. Die Vereinigte Ges. dt. Schauspieler in Köln 1771 - 1773. Universität Köln, Inst. f. Theaterwissenschaft, Köln 1964.
- Wie man Gespräche besser führt! [prakt. Hinweise zur Vorbereitung u. Durchführung]. Schrickel, Düsseldorf 1977.
- Formen der Commedia del'arte in Deutschland. Emsdetten (Westf.), Lechte 1984, ISBN 978-3-7849-1109-0.